# Florindo Sassone
Pedro Florindo Sassone (* 12. Januar 1912 in Buenos Aires; † 31. Januar 1982) war ein argentinischer Tangogeiger, Bandleader und Tangokomponist.

## Leben
Sassone debütierte 1930 mit dem Orchester Antonio Politos bei Radio Belgrano und wechselte im Folgejahr als Geiger zu Roberto Firpo. Prägend für ihn wurde seine Zeit mit Osvaldo Fresedo. Von diesem trennte er sich 1935, um sein erstes eigenes Orchester zu gründen, das am 1. Januar 1936 bei Radio Belgrano debütierte und im Café Nacional und im Cabaret Marabú auftrat. Sein Sänger war zu dieser Zeit Alberto Amor. Mit einem großen Orchester, zu dem auch Perkussion und Harfe gehörten, hatte er später bei Radio El Mundo eine Sendung.
1940 brach er seine musikalische Laufbahn ab, bis er 1946 mit einer Formation junger Musiker zurückkehrte, mit der er in Cafés spielte. 1947 gründete er sein Orchester neu und trat mit ihm erfolgreich im Hörfunk, in Ballsälen und den bedeutenden Tangolokalen von Buenos Aires auf. Entscheidend für den Erfolg war Jorge Casal, den er als Sänger engagiert hatte. Der zweite Sänger seines Orchesters war Roberto Chanel. Ab 1960 hatte er dann sogar eine eigene Fernsehsendung.
Anfang der 1960er Jahre war sein Orchester besetzt mit den Bandoneonisten Pastor Cores, Carlos Pazo, Jesús Méndez und Daniel Lomuto, den Geigern Roberto Guisado, Claudio González, Carlos Arnaiz, Domingo Mancuso, Juan Scafino und José Amatriali, dem Pianisten Osvaldo Requena und dem Kontrabassisten Enrique Marcheto. 1966 tourte er mit Mario Bustos als Sänger mehrere Monate durch Japan. Bei seiner zweiten Japantournee 1972 war sein Sänger Luciano Bianco.
1975 tourte er mit den Sängern Oscar Macri und Rodolfo Lemos durch Kolumbien und Venezuela und trat in Caracas mit einer argentinischen Künstlerdelegation auf. Bei einer weiteren Tour trat er in Porto Alegre und Asunción auf. Neben den bereits genannten gehörten seinem Orchester im Laufe der Zeit auch die Sänger Carlos Malbrán, Raúl Lavalle, Rodolfo Galé, Andrés Peyró, Ángel Díaz, Fontán Luna, Osvaldo Di Santi, Zulema Robles und Gloria Díaz an.

## Kompositionen
- Baldosa floja (mit Julio Bocazzi, Text von Dante Gilardoni)
- El último escalón (mit Javier Mazzea, Text von Dante Gilardoni)
- El relámpago
- Cancha (Text von Javier Mazzea)
- Rivera Sud
- Bolívar y Chile
- Tango caprichoso
- Esquina gardeliana